# Paris-Roubaix 1902
Paris-Roubaix din 1902 a fost a șaptea ediție a Paris-Roubaix, o cursă clasică de ciclism de o zi din Franța. Evenimentul a avut loc pe 30 martie 1902 și s-a desfășurat pe o distanță de 268 de kilometri de la Paris până la velodromul din Roubaix. Câștigătorul a fost Lucien Lesna din Franța.

## Rezultate
| Loc | Ciclist                 | Timp        |
| --- | ----------------------- | ----------- |
| 1   | Lucien Lesna (FRA)      | 10h 52' 07" |
| 2   | Édouard Wattelier (FRA) | +08' 00"    |
| 3   | Ambroise Garin (ITA)    | +12' 00"    |
| 4   | Claude Chapperon (FRA)  | +20' 59"    |
| 5   | Oscar Lepoutre (FRA)    | +28' 21"    |
| 6   | Jean Fischer (FRA)      | +28' 57"    |
| 7   | Philippe Leroux (FRA)   | +33' 07"    |
| 8   | Émile Paigie (FRA)      | +38' 31"    |
| 9   | Gustave Pasquier (FRA)  | +47' 43"    |
| 10  | B. Barbe (FRA)          | +1h 04' 31" |